# Lluç de cua afuada neozelandès
El lluç de cua afuada neozelandès o hoki (Macruronus novaezelandiae) és una espècie de peix teleosti pertanyent a la família dels merlúccids.

## Descripció
- La femella pot arribar a fer 130 cm de llargària màxima i el mascle 120 (tot i que, normalment, en fa 80).
- Cos molt allargat, comprimit i amb una cua cònica.
- El dors és argentat amb una tonalitat porpra o blau-verd, el ventre platejat i les aletes més fosques.
- 12-13 espines i 96-106 radis tous a l'aleta dorsal i 89-93 radis tous a l'anal.
- 78-81 vèrtebres.
- Les aletes dorsal i anal conflueixen amb l'aleta caudal.[3][4][5]

## Reproducció
És ovípar i la posta és, si fa no fa, d'1 milió d'ous.

## Alimentació
Menja principalment mictòfids. A Nova Zelanda es nodreix de peixets, crustacis i calamars.

## Depredadors
A Austràlia és depredat per la rosada xilena (Genypterus blacodes), Cyttus traversi i Helicolenus percoides.

## Hàbitat
És un peix d'aigua marina i salabrosa, oceanòdrom, bentopelàgic i de clima subtropical (15°S-55°S, 111°E-173°W) que viu entre 0-1.000 m de fondària (normalment, entre 200 i 700).

## Distribució geogràfica
Es troba al Pacífic sud-occidental: Nova Zelanda i el sud d'Austràlia.

## Ús comercial
Les captures totals d'aquesta espècie a nivell mundial ascendeixen a més de 300.000 tones per any, les quals són principalment exportades als Estats Units, el Japó, Europa i el Canadà. És venut fresc i congelat per a ésser cuinat al vapor, fregit o enfornat al microones o al forn.

## Observacions
És inofensiu per als humans i la seua esperança de vida és de 25 anys.